# ویلیام استالینگز
ویلیام استالینگز (به انگلیسی: William Stallings) یک نویسنده آمریکایی است که در زمینه علوم کامپیوتر کتاب‌های آموزشی دربارهٔ سیستم‌های عامل، شبکه‌های کامپیوتری، ریزمعماری و رمزنگاری نوشته‌است.

## اوایل زندگی
استالینگز مدرک کارشناسی خود را در مهندسی برق از دانشگاه نوتردام و دکترا در علوم کامپیوتر از دانشگاه فناوری ماساچوست کسب کرده‌است.

## حرفه
او یک وب‌سایت به نام «منبع دانشجوی علوم کامپیوتر» (Computer Science Student Resource) را تأسیس کرده‌است. وی تاکنون ۱۷ عنوان و با احتساب ویرایش‌های بعدی، بیش از ۴۰ کتاب در این حوزه نوشته‌است.

## شهرت
وی سه بار از سوی انجمن نویسندگان متون و آکادمیک به عنوان نویسنده کتاب درسی سال در زمینه علوم کامپیوتر انتخاب شده‌است.

## کتاب‌ها
سازمان و معماری کامپیوتری (به انگلیسی: Computer Organization and Architecture)
رمزنگاری و امنیت شبکه: قواعد و تمرین (به انگلیسی: Cryptography and Network Security: Principles and Practice)
ارتباطات داده و کامپیوتر (به انگلیسی: Data and Computer Communications)
سیستم‌های عامل - داخلی‌ها و اصول طراحی (به انگلیسی: Operating Systems - Internals and Design Principles)
ارتباطات بی‌سیم و شبکه‌ها (به انگلیسی: Wireless Communications & Networks)
امنیت کامپیوتر: قواعد و تمرین (به انگلیسی: Computer Security: Principles and Practice)
شبکه‌های محلی و شهری (به انگلیسی: Local and Metropolitan Area Networks)
ضروریات امنیت شبکه: برنامه‌ها و استانداردها (به انگلیسی: Network Security Essentials: Applications and Standards)
ارتباطات داده تجاری - زیرساخت، شبکه‌سازی و امنیت (به انگلیسی: Business Data Communications - Infrastructure, Networking and Security)